# Anschlussstelle Oberhausen-Zentrum
Die Anschlussstelle Oberhausen-Zentrum (Abkürzung: AS Oberhausen-Zentrum) ist eine Autobahnanschlussstelle in Nordrhein-Westfalen. Hier kreuzen sich die Bundesautobahn 42 (Kamp-Lintfort – Duisburg – Gelsenkirchen – Dortmund; Emscherschnellweg) und die Bundesstraße 223 (Oberhausen – Mülheim an der Ruhr), die 500 m nördlich in die Autobahn 516 übergeht.

## Geographie
Die Anschlussstelle liegt mitten im Ruhrgebiet in Oberhausen im Übergang der A 516 zur B 223, jedoch endet die A 516 etwa 500 m nördlich in der Anschlussstelle Oberhausen-Eisenheim, sodass es lediglich eine Kreuzung der A 42 und der B 223 ist. In ihrer direkten Nachbarschaft befinden sich die Siedlung Grafenbusch, die Emscher, sowie die Lindnerstraße, die nach Lirich und zum Stadion Niederrhein führt. Über die B 223 sind die Neue Mitte Oberhausen und das Oberhausener Stadtzentrum schnell erreichbar.

## Geschichte
Die Anschlussstelle Oberhausen-Zentrum wurde bereits gemeinsam mit dem Bau des Streckenabschnitts der A 42 vom Autobahnkreuz Oberhausen-West bis zur Anschlussstelle Oberhausen-Neue Mitte, die damals noch Oberhausen-Osterfeld hieß, errichtet.

## Bauform und Ausbauzustand
Die A 42 ist sechsstreifig ausgebaut, die B 223 ebenfalls, und die A 516 ab AS Eisenheim vierstreifig. Alle Verbindungsrampen sind einspurig ausgeführt.
Die Anschlussstelle wurde als nicht planfreie Verknüpfung zwischen zwei Autobahnen angelegt, sodass sämtliche Verbindungen lichtsignalgeregelt sind. Alle Linksabbiegevorgänge mit Ausnahme des Abbiegevorgangs von der A 516 auf die A 42 in Richtung Dortmund werden über den Mittelpunkt der Kreuzung abgewickelt. Die genannte Verbindung fädelt sich über eine lange Schleife auf die Autobahn 42 ein.

## Anschlussstellen und Fahrbeziehungen
|                                                   | Richtung Autobahnkreuz Oberhausen – weiter als Richtung Arnheim (3) Oberhausen-Eisenheim |                                              |
| (9) Oberhausen-Buschhausen Richtung Kamp-Lintfort |                                                                                          | (11) Oberhausen-Neue Mitte Richtung Dortmund |
|                                                   | Richtung Mülheim an der Ruhr                                                             |                                              |

## Verkehrsaufkommen
Die Bundesanstalt für Straßenwesen ermittelten in manuellen Verkehrszählungen in den Jahren 2005, 2010 und 2015 folgende Fahrzeugaufkommen:

| Von                   | Nach                             | Durchschnittliche tägliche Fahrzeugzahl | Durchschnittliche tägliche Fahrzeugzahl | Durchschnittliche tägliche Fahrzeugzahl | Anteil Schwerlastverkehr | Anteil Schwerlastverkehr | Anteil Schwerlastverkehr |
| Von                   | Nach                             | 2005                                    | 2010                                    | 2015                                    | 2005                     | 2010                     | 2015                     |
| --------------------- | -------------------------------- | --------------------------------------- | --------------------------------------- | --------------------------------------- | ------------------------ | ------------------------ | ------------------------ |
| AS Oberhausen-Zentrum | AS Oberhausen-Buschhausen (A 42) | 73.300                                  | 63.800                                  | 91.600                                  | 11,4 %                   | 10,8 %                   | 09,6 %                   |
| AS Oberhausen-Zentrum | AS Oberhausen-Neue Mitte (A 42)  | 75.600                                  | 73.700                                  | 84.000                                  | 10,8 %                   | 11,8 %                   | 11,6 %                   |
| AS Oberhausen-Zentrum | AS Oberhausen-Eisenheim (A 516)  | 69.400                                  | 67.500                                  | 64.000                                  | 2,6 %                    | 3,8 %                    | 02,6 %                   |
| Oberhausen (B 231)    | Oberhausen (K 1)                 | fehlt                                   | 47.700                                  | fehlt                                   | fehlt                    | 02,0 %                   | fehlt                    |

## Zukunft
Die Anschlussstelle ist aufgrund ihrer direkten Lage hinter dem Ende der A 516 ein lichtsignalgesteuertes Autobahnkreuz, wobei sie nicht höhenfrei ist, sodass die meisten Abbiegevorgänge höhengleich abgewickelt werden. Da die A 516/B 223 jedoch Oberhausens Nord-Süd-Achse ist, kommt es oft bei Spitzenzeiten zu Staus. Ein Ausbau zu einem Autobahnkreuz ist jedoch nur schwer realisierbar, da sich die Anschlussstelle zwischen der Emscher und der Siedlung Grafenbusch befindet. Stattdessen soll innerhalb der nächsten Jahre die Brücke der B 223 mehr als doppelt so breit wie aktuell neugebaut werden, um mehr Platz für den durchgehende Verkehr auf der Relation B 223 – A 516 zu schaffen und die Unfallgefahr zu senken.